# 进结镇
进结镇，是中华人民共和国广西壮族自治区崇左市天等县下辖的一个乡镇级行政单位。

## 行政区划
进结镇下辖以下地区：
进结社区、团乐村、龙凤村、结安村、高州村、爱乐村、茴利村、结留村、印勇村、民元村、品力村、孟养村和天南村。